# Радіотелеграф

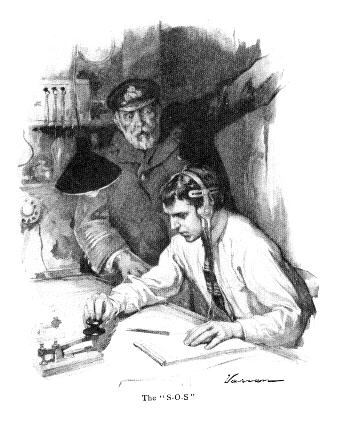
Радист передає сигнал SOS за допомогою азбуки Морзе

Радіотелеграф, застарілий бездротовий телеграф — пристрій, призначений для передачі текстової інформації по радіо за допомогою азбуки (коду) Морзе чи іншого простого коду. На початку розвитку радіозв'язку телеграф був фактично єдиним способом передачі інформації по радіо. Незважаючи на появу нових, набагато більш ефективних способів, радіотелеграф використовується досі ентузіастами-аматорами, різними радіомаяками, і рідше — в службовому зв'язку.

## Пристрій
Технічно радіотелеграф може бути реалізований декількома способами, наприклад:
- амплітудна маніпуляція (найпростіший і найуживаніший спосіб). Передавач випромінює немодульований сигнал під час посилки (точки або тире) і «мовчить» в паузах;
- частотна маніпуляція (застосовується рідше). У паузах передавач випромінює сигнал однієї частоти, а під час посилки — інший, відрізняється;
- тональна телеграфія з амплітудною або частотною модуляцією. Телеграфні звукові посилки передаються так само, як звичайна голосова радіопередача.

На передавальній станції телеграфний сигнал подає або людина-оператор за допомогою ключа або з клавіатурного датчика коду Морзе, або автоматичний пристрій, наприклад, зчитувач з перфострічки або комп'ютерна програма. Приймати сигнал також може або оператор (зазвичай на слух), або автоматичний реєстратор того чи іншого роду. Для приймання на слух сигналів з амплітудною або частотною маніпуляцією потрібен спеціально пристосований приймач; сигнали тональної телеграфії можна приймати на будь-який звичайний АМ або ЧМ радіоприймач.

## Переваги
- Радіотелеграф може бути реалізований набагато дешевше і простіше, ніж будь-який інший метод радіозв'язку. У самому примітивному варіанті амплітудна маніпуляція здійснюється простим вмиканням і вимиканням автогенератора радіочастоти. Приймач для таких сигналів потрібен ненабагато складніший, ніж для прийому звичайних радіопередач. Найпростіша апаратура для радіотелеграфного зв'язку може складатися з 20-30 доступних деталей і дуже нескладна в налаштуванні[1].
- Перешкодозахищеність радіотелеграфної лінії зв'язку при прийомі на слух набагато вище, ніж, наприклад, радіотелефонного. Слабку «морзянку» на тлі перешкод розібрати набагато простіше, ніж голос. Частотний спектр радіотелеграфного сигналу може бути дуже вузьким, відповідно можна звузити смугу пропускання приймача і таким чином знищити перешкоди.
- Передачу та приймання нескладно автоматизувати.

## Недоліки
- Радіотелеграф, особливо якщо оператори — люди, досить повільний зв'язок. Тренований професійний радіотелеграфіст в повсякденній роботі приймає і передає зазвичай не більше 120—150 знаків в хвилину. Окремі майстри і спортсмени здатні працювати вдвічі-втричі швидше.
- Код Морзе передбачає ніякого захисту від помилок. Відповідальність за правильність прийому і передачі, таким чином, повністю відповідають оператори.
- На підготовку оператора потрібно затратити певний час і зусилля.